# 拓跋阏婆
拓跋阏婆（？—376年），代国宗室，拓跋什翼犍第四子，拓跋寔、拓跋寔君、拓跋翰之弟。
拓跋阏婆的母亲是慕容氏。拓跋寔、拓跋翰死后，376年，拓跋什翼犍重病，前秦苻洛、李柔、张蚝率军攻打代国。拓跋什翼犍弟弟拓跋孤之子拓跋斤对拓跋寔君说，说什翼犍想要立慕容氏所生的拓跋阏婆，杀掉寔君，劝说寔君先下手为强。寔君于是杀死父亲什翼犍和阏婆等兄弟篡位。前秦趁机发兵，消灭了代国。